# Equació de Lugiato-Lefever
Els models numèrics de làsers i la majoria dels sistemes òptics no lineals provenen de les equacions de Maxwell-Bloch (MBE). Aquest conjunt complet d'equacions diferencials parcials inclou equacions de Maxwell per al camp electromagnètic i equacions semiclàssiques dels àtoms de dos nivells (o multinivells). Per aquest motiu es van desenvolupar els enfocaments teòrics simplificats per a la simulació numèrica de la formació de raigs làser i la seva propagació des dels primers anys de l'era làser. L'aproximació de l'embolcall que varia lentament de MBE es desprèn de l'equació d'ona no lineal estàndard amb polarització no lineal {\displaystyle \mathbf {P} ^{\text{NL}}} com a font:
{\displaystyle \nabla ^{2}{\cal {E({\vec {r}},t)}}-{\frac {n^{2}}{c^{2}}}{\frac {\partial ^{2}}{\partial t^{2}}}{\cal {E({\vec {r}},t)}}={\frac {1}{\varepsilon _{0}c^{2}}}{\frac {\partial ^{2}}{\partial t^{2}}}\mathbf {P} ^{\text{NL}},}
{\displaystyle {\cal {E}}({\vec {r}},t)\propto E({\vec {r}}_{\perp },z,t)e^{i(nk_{0})(z-ct)}+{\text{c.c.}}}
resultant en l'equació d'ona "parabòlica" estàndard:
{\displaystyle {\frac {\partial E}{\partial z}}+{\frac {\;\omega _{0}\ }{k_{0}c^{2}}}{\frac {\partial E}{\partial t}}-{\tfrac {1}{2k_{0}}}\ i\ \nabla _{\perp }^{2}E={\frac {1}{\varepsilon _{0}k_{0}c^{2}}}{\frac {\partial ^{2}}{\partial t^{2}}}\mathbf {P} ^{\text{NL}}~}
, sota condicions :
{\displaystyle \displaystyle \left|\ \nabla ^{2}E\ \right|\ll \left|\ k_{0}\nabla E\ \right|} i {\displaystyle \displaystyle \left|\ {\frac {\partial ^{2}E}{\partial t^{2}}}\ \right|\ll \left|\ \omega _{0}\,{\frac {\partial E}{\partial t}}\ \right|\ }.
La mitjana sobre coordenades longitudinals {\displaystyle z} resulta en l'equació de Suchkov-Letokhov (SLE) de "camp mitjà" que descriu l'evolució no estacionària del patró de mode transversal.
El model designat habitualment com a equació de Lugiato-Lefever (LLE) va ser formulat l'any 1987 per Luigi Lugiato i René Lefever  com a paradigma per a la formació de patrons espontanis en sistemes òptics no lineals.  Els patrons s'originen a partir de la interacció d'un camp coherent, que s'injecta en una cavitat òptica ressonant, amb un medi Kerr que omple la cavitat.
La mateixa equació regeix dos tipus de patrons: patrons estacionaris que sorgeixen en els plans ortogonals respecte a la direcció de propagació de la llum ( patrons transversals ) i patrons que es formen en direcció longitudinal (patrons longitudinals), viatgen al llarg de la cavitat amb la velocitat. de llum al medi i donen lloc a una seqüència de polsos a la sortida de la cavitat.
El cas dels patrons longitudinals està intrínsecament lligat al fenomen de les “pintes de freqüència Kerr” en microresonadors, descobert el 2007 per Tobias Kippenberg i col·laboradors,  que ha despertat un interès molt viu, sobretot per la via aplicativa que ha obert.

## L'equació LLE
La figura 1 mostra un feix de llum que es propaga a la {\displaystyle z} direcció, mentre {\displaystyle x} i {\displaystyle y} són les direccions transversals. Si suposem que el camp elèctric com {\displaystyle {\cal {E}}(x,y,z,t)}, on {\displaystyle t} denota temps, està polaritzat linealment i, per tant, es pot tractar com un escalar, podem expressar-lo en termes de l'embolcall complex normalitzat que varia lentament {\displaystyle E(x,y,z,t)} d'aquesta manera

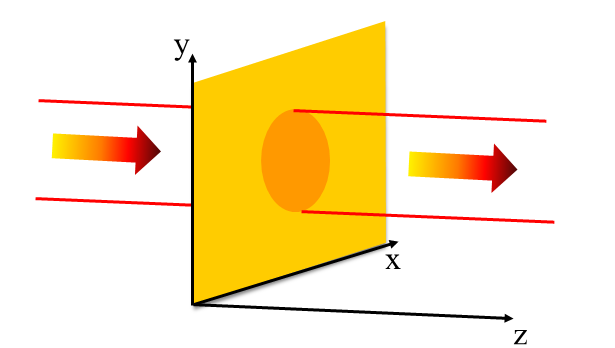
Figura 1. Un feix de llum es propaga al llarg de la direcció. i són les direccions transversals

{\displaystyle {\cal {E}}(x,y,z,t)\propto E(x,y,z,t)e^{i(\omega _{0}/{\tilde {c}})(z-{\tilde {c}}t)}+{\text{c.c.}}}
on {\displaystyle \omega _{0}} és la freqüència del feix de llum que s'injecta a la cavitat i {\displaystyle {\tilde {c}}} de la velocitat de la llum en el medi Kerr que omple la cavitat. Per a la definició, considereu una cavitat d'anell (Fig. 2) de molt alta qualitat (cavitat High-Q).

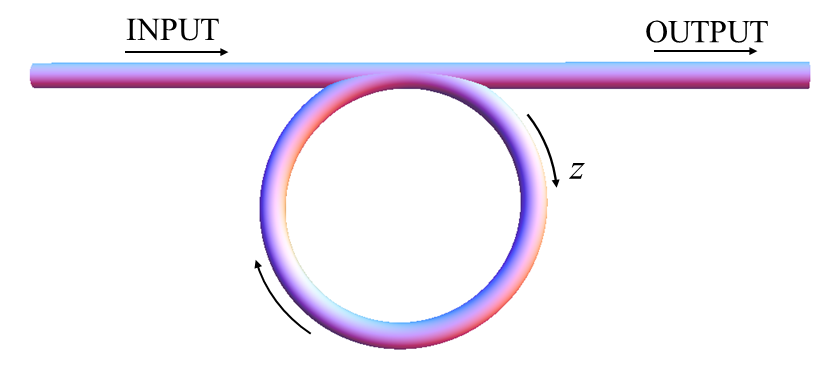
Figura 2. Vista superior de la cavitat de l'anell

A la LLE original,  s'assumeixen condicions tals que l'embolcall {\displaystyle E} és independent de la variable longitudinal {\displaystyle z} (és a dir, uniforme al llarg de la cavitat), de manera que {\displaystyle E=E(x,y,t)}. L'equació es llegeix
{\displaystyle {\frac {\partial E}{\partial {\bar {t}}}}=E_{\text{in}}-E-i\theta E+i|E|^{2}E+i\nabla _{\perp }^{2}E} (1)
{\displaystyle \nabla _{\perp }^{2}E={\frac {\partial ^{2}E}{\partial {\bar {x}}^{2}}}+{\frac {\partial ^{2}E}{\partial {\bar {y}}^{2}}}}
on {\displaystyle {\bar {t}}} i {\displaystyle {\bar {x}}}, {\displaystyle {\bar {y}}} són variables temporals i espacials normalitzades, és a dir {\displaystyle {\bar {t}}=\kappa t}, {\displaystyle {\bar {x}}=x/\ell _{d}}, {\displaystyle {\bar {y}}=y/\ell _{d}}, amb {\displaystyle \kappa } sent la taxa de decadència de la cavitat o l'amplada de línia de la cavitat, {\displaystyle \ell _{d}} la longitud de difracció a la cavitat. {\displaystyle \theta =(\omega _{c}-\omega _{0})/\kappa } és el paràmetre de desintonització de la cavitat, amb {\displaystyle \omega _{c}} sent la freqüència de la cavitat més propera {\displaystyle \omega _{0}}. A la part dreta de l'eq. ( 1 ), {\displaystyle E_{\text{in}}} és l'amplitud normalitzada del camp d'entrada que s'injecta a la cavitat, el segon és el terme de decadència, el tercer és el terme de desintonització, el quart és el terme cúbic no lineal que té en compte el medi Kerr, l'últim terme amb la transversal Laplacià {\displaystyle \nabla _{\perp }^{2}} descriu la difracció en l'aproximació paraxial. S'assumeixen condicions d'autoenfocament.
Ens referim a l'eq. (1) com la LLE transversal. Uns anys més tard,  hi va haver la formulació de la LLE longitudinal, en la qual la difracció és substituïda per la dispersió. En aquest cas se suposa que el sobre {\displaystyle E} és independent de les variables transversals {\displaystyle x} i {\displaystyle y}, de manera que {\displaystyle E=E(z,t)}. La LLE longitudinal es llegeix
{\displaystyle {\frac {\partial E}{\partial {\bar {t}}}}=E_{\text{in}}-E-i\theta E+i|E|^{2}E+i{\frac {\partial ^{2}E}{\partial {\bar {z}}^{2}}}} (2)
amb {\displaystyle {\bar {z}}=z/a}, on {\displaystyle a} depèn, en particular, del paràmetre de dispersió de segon ordre. S'assumeixen condicions de dispersió anòmala. Un punt important és que, una vegada {\displaystyle E({\bar {z}},{\bar {t}})} s'obté resolent l'eq. (2), cal tornar a les variables originals {\displaystyle z,t} i substituir {\displaystyle z} per {\displaystyle z-{\tilde {c}}t}, de manera que a  la solució estacionària dependent z (patró estacionari) es converteix en un patró de viatge (amb velocitat {\displaystyle {\tilde {c}}}).
Des d'un punt de vista matemàtic, el LLE equival a una equació de Schroedinger no lineal impulsada, amortida i desajustada.
La LLE transversal (1) està en 2D des del punt de vista espacial. En una configuració de guia d'ona {\displaystyle E} depèn només d'una variable espacial, per exemple {\displaystyle x}, i el Laplacià transversal és substituït per {\displaystyle {\frac {\partial ^{2}E}{\partial {\bar {x}}^{2}}}} i un té el LLE transversal en 1D. La LLE longitudinal (2) és equivalent a la LLE transversal en 1D.
En alguns articles que tracten el cas longitudinal es considera la dispersió més enllà del segon ordre, de manera que l'eq. (2) també inclou termes amb derivades d'ordre superiors al segon respecte a {\displaystyle {\bar {z}}}.